# Тетрафторид теллура
Тетрафторид теллура — неорганическое соединение теллура и фтора с формулой TeF4, бесцветные гигроскопичные кристаллы,  разлагается водой.

## Получение
- Действие тетрафторида селена на диоксид теллура при нагревании:

{\displaystyle {\mathsf {TeO_{2}+2SeF_{4}\ {\xrightarrow {}}\ TeF_{4}+2SeOF_{2}}}}

## Физические свойства
Тетрафторид теллура — бесцветные гигроскопичные кристаллы.

## Химические свойства
- Реагирует с водой:

{\displaystyle {\mathsf {TeF_{4}+3H_{2}O\ {\xrightarrow {}}\ H_{2}TeO_{3}+4HF}}}
- С фторидами щелочных металлов образует и хексафторотеллураты:

{\displaystyle {\mathsf {TeF_{4}+2NaF\ \xrightarrow {} \ Na_{2}[TeF_{6}]}}}